# Richard Haldane, 1. Viscount Haldane

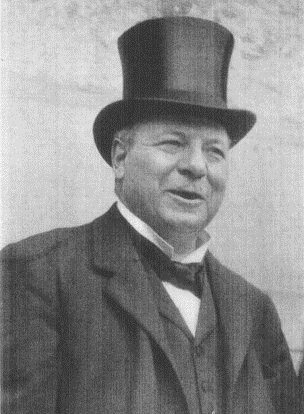
Richard Burdon Haldane

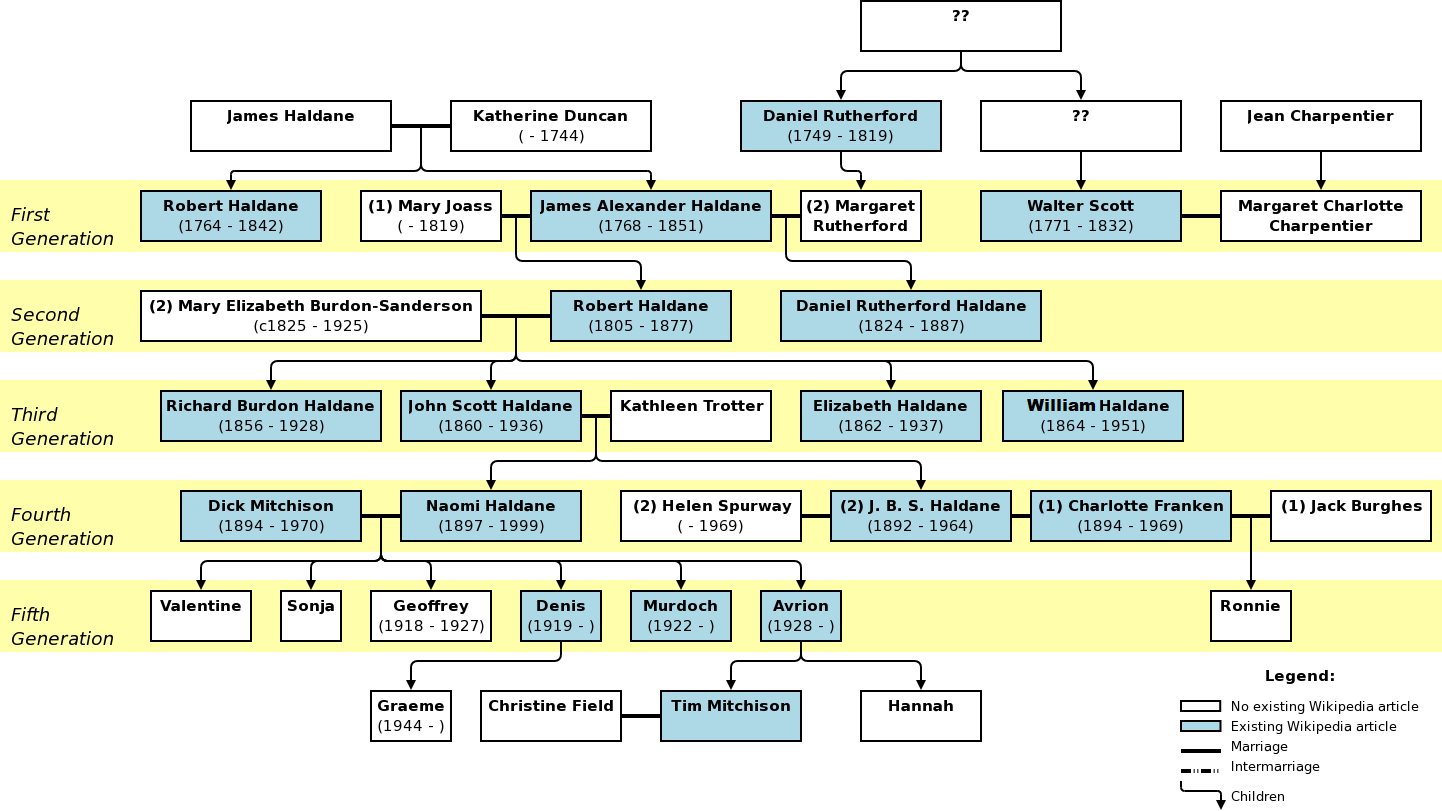
Familienstammbaum

Richard Burdon Haldane, 1. Viscount Haldane (* 30. Juli 1856 in Edinburgh; † 19. August 1928 im Cloan House in Auchterarder, Perthshire) war ein britischer Politiker, Rechtsanwalt und Philosoph.

## Frühe Jahre
Haldane, dessen Familienname aus dem Altenglischen stammt und so viel bedeutet wie „Halbdäne“, wurde in Edinburgh geboren. Er war ein Enkel des schottischen Evangelisten James Haldane. Sein Bruder war der Physiologe John Scott Haldane, seine Schwester die Schriftstellerin Elizabeth Haldane.
Er besuchte zunächst die Edinburgh Academy, dann die Universität Edinburgh und die Georg-August-Universität Göttingen. Nachdem er Rechtswissenschaften in London studiert hatte, wurde er 1879 zur Anwaltschaft zugelassen. In diesem Beruf arbeitete er in den folgenden Jahren erfolgreich und wurde 1890 zum Kronanwalt ernannt.

## Politiker
1885 wurde Haldane als Kandidat der Liberalen im Wahlkreis East Lothian in das Unterhaus gewählt. Zehn Jahre später war er einer der Gründer der London School of Economics. 1905 wurde er Rektor der Universität Edinburgh. Er galt als liberaler Imperialist und enger Freund von Herbert Henry Asquith.

### Armeereformen als Kriegsminister
Am 10. Dezember 1905 berief ihn Henry Campbell-Bannerman als Kriegsminister (Secretary of State for War) in seine Regierung. Dieses Amt hatte Haldane bis 12. Juni 1912 inne.
Seit Januar 1906 überzeugte ihn der liberale Politiker Edward Grey davon, für den Fall eines Krieges gegen das Deutsche Reich zur Unterstützung der Franzosen am Kontinent die eigene Feldarmee zu verstärken. Haldane setzte zahlreiche Reformen in den britischen Streitkräften durch. Dabei versuchte er die Erkenntnisse der Burenkriege umzusetzen und orientierte sich am Vorbild des deutschen Heeres. Er befürwortete den Einsatz der britischen Armee auf dem europäischen Kontinent, die er durch Bildung der British Expeditionary Force (BEF) darauf vorbereitete.
Während seiner Amtszeit wurden in Großbritannien zwei mögliche Szenarien für einen Krieg mit Deutschland diskutiert. Im Oktober 1907 führte Haldane, der fließend Deutsch sprach, die Verhandlungen mit dem in Windsor anwesenden Kaiser Wilhelm. Eine weitere Konferenz fand im September 1909 in Balmoral statt. Entgegen der Ansicht der „Navalisten“, die meinten, Großbritannien sollte einen reinen Seekrieg mit Deutschland führen und den Landkampf den Franzosen überlassen, ließ Haldane eine Invasionsarmee zusammenstellen. Diese landete sowohl im Ersten Weltkrieg als auch, lange nach seinem Tod, im Zweiten Weltkrieg je zu Kriegsbeginn in Frankreich und Belgien. Zudem begann er schon in Friedenszeiten Strukturen zu schaffen, die Absprachen und gemeinsame Operationen mit dem französischen Heer erleichtern sollten sowie die Einbeziehung des militärischen Potenzials der Dominien ermöglichten.
Im engen Zusammenwirken mit Generalmajor Haig, beide Männer stammten aus der Charlotte Square in Edinburgh, wurde ab 1908 die Verstärkung der englischen Feldarmee vorangetrieben. Aus der Reserve der Territorial-Armee wurde begonnen, 28 neue Divisionen sowie weitere 14 Brigaden neu aufzustellen. In Haldanes Amtszeit wurde ferner der Imperiale Generalstab gebildet, Reserveformationen aufgestellt, die im Kriegsfall eine rasche Vergrößerung des Heeres ermöglichten.
Im Jahre 1911 wurde Haldane als Viscount Haldane in den erblichen Adelsstand erhoben und in den Rechtsausschuss des geheimen Staatsrates berufen, das oberste Appellationsgericht für die Angelegenheiten der Dominions.

### Lordkanzler
Am 10. Juni 1912 wechselte er in das formal zweithöchste Amt der Regierung, das des Lordkanzlers, und stärkte in dieser Funktion den Zusammenhalt des Commonwealth of Nations.
Trotz seiner Vorbereitungen auf einen Krieg mit dem Deutschen Reich galt Haldane als ein Freund Deutschlands. 1912 versuchte er, ein Flottenabkommen mit dem Deutschen Reich auszuhandeln. Er verhandelte auf deutscher Seite mit Kaiser Wilhelm II. und Alfred von Tirpitz (sogenannte Haldane-Mission). Die Verhandlungen scheiterten am Widerstand von Tirpitz, da dieser eine Neutralitätsgarantie des Vereinigten Königreichs verlangte, was eine Auflösung der Entente zwischen Großbritannien, Frankreich und Russland bedeutet hätte, gleichzeitig das Tempo des deutschen Flottenbaus aber allenfalls verlangsamen wollte.
Am 25. Mai 1915 wurde Haldane gezwungen, von diesem Amt zurückzutreten, weil eine Pressekampagne ihm seine Sympathien für Deutschland zum Vorwurf machte. Während des Ersten Weltkrieges rückte er mehr und mehr nach links, blieb jedoch Mitglied der Liberalen Partei. Nach seinem Rücktritt gehörte er einer Regierungskommission zum Abbau der Bürokratie an, setzte sich für eine Universitätsreform sowie die Arbeiterbildung ein und war Kanzler der Universität Bristol.
Ab 1923 unterstützte Haldane offen die Labour Party. Im ersten Labour-Kabinett, das 1924 unter Ramsay MacDonald gebildet wurde, übernahm er wiederum das Amt des Lordkanzlers. Er war der einzige Minister dieser Regierung, die allerdings nur einige Monate im Amt war, der bereits Erfahrung in einem wichtigen Regierungsamt hatte.
Nach dem Sturz der Regierung MacDonald blieb Haldane Mitglied des Verteidigungsausschusses, der vor allem die Koordination der Streitkräfte von Mutterland und Dominien koordinieren sollte, zog sich ansonsten aber aus der aktiven Politik zurück. 1928 wurde er in die American Academy of Arts and Sciences gewählt. Er starb im selben Jahr. Da er nicht verheiratet war und keine Abkömmlinge hinterließ, erlosch die Viscountwürde mit seinem Tode.

## Autor und Übersetzer
Haldane war einer der Mitübersetzer von Schopenhauers Die Welt als Wille und Vorstellung. Ferner schrieb er selbst verschiedene philosophische Werke, die sich häufig mit Georg Wilhelm Friedrich Hegel auseinandersetzten, darunter The Reign of Relativity (Die Herrschaft der Relativität, 1921), das die philosophischen Implikationen der Relativitätstheorie behandelt.